# Karen Swami
Karen Swami, née à Paris, est une céramiste française contemporaine. Elle est notamment connue pour ses pièces en grès, faïence et porcelaine, mêlant techniques artisanales traditionnelles, inspirations archéologiques et approche contemporaine.

## Biographie
Karen Swami découvre la céramique durant son enfance. Elle suit ensuite des études de commerce à Paris, Oxford et Berlin, au sein de l'EAP-ESCP. Après une première carrière dans le cinéma, elle se réoriente vers la céramique en 2010, sur les conseils du céramiste Thierry Fouquet.
Elle obtient un CAP de céramique en candidate libre, installe son atelier, et commence à produire ses premières pièces. En 2012, elle abandonne définitivement le cinéma pour ouvrir, en 2014, un atelier-galerie à Paris, suivi d’un second en 2024.
Elle expose ses œuvres en France et à l'international, en collaboration avec plusieurs galeries, et participe régulièrement à des foires d’art contemporain.

## Démarche artistique
Le travail de Karen Swami se distingue par des formes épurées — jarres, pots et vases — réalisées à partir de grès, faïence ou porcelaine. Elle utilise des techniques variées, telles que le tournage, l’enfumage, l’émaillage, le kintsugi, l’urushi (laque végétale japonaise) ou encore l’application d’or fin.

## Expositions (sélection)

### 2024
- Mars-Avril : Création pour le restaurant L’Abysse, Monte-Carlo (groupe Yannick Alléno)
- Avril-Mai : Pierre Soulages x Karen Swami, Collector Square, Paris
- Septembre : Galerie Les Ateliers Courbet, New York
- Octobre : Exposition Constellation, Rue Monsieur-le-Prince, Paris

### 2025
- Mars : Les E-P, En-corps plus, Galerie Nichido, Paris

## Distinctions et publications
- 2023 : Céramiques en mouvement, monographie par Olivier Gabet, Éditions Lienart